# Pietro Maximoff (personaggio cinematografico)
Pietro Maximoff (Peter Maximoff) è un personaggio immaginario presente nella serie di film X-Men della 20th Century Fox, interpretato da Evan Peters. Basato sull'omonimo personaggio di Marvel Comics, è un mutante dotato della capacità di muoversi a velocità sovrumana. Il personaggio appare nei film X-Men - Giorni di un futuro passato (2014), X-Men - Apocalisse (2016) e X-Men: Dark Phoenix (2019), e fa un cameo in Deadpool 2 (2018).

## Biografia del personaggio

### Primi anni
Maximoff e le sue due sorelle sono cresciuti con la madre, senza mai conoscere il padre. Da adolescente, Peter utilizza la sua super-velocità per compiere piccoli furti.

### Incontro con gli X-Men
Nel 1973, Peter viene raggiunto nella casa di sua madre dal giovane Charles Xavier e da Hank McCoy, accompagnati da Wolverine, giunto dal futuro e già a conoscenza dell'esistenza di Maximoff. I tre lo convincono ad aiutarli a liberare Erik Lehnsherr dalla prigione sotterranea del Pentagono. Peter riesce nell’impresa facendo vibrare il soffitto di vetro della cella di Lehnsherr fino a frantumarlo. Quando le guardie di sicurezza li affrontano in cucina, usa la sua super-velocità per disarmarle e disorientarle prima che Erik possa usare i suoi poteri contro di loro. Dopo l’evasione, Maximoff si congeda dal gruppo, che prosegue il viaggio in aereo verso Parigi.

### Lo scontro con Apocalisse
Nel 1983, Peter riconosce Erik Lehnsherr nei notiziari: è ricercato a livello internazionale ed è stato avvistato in Germania. Decide allora di recarsi alla scuola per mutanti di Xavier. Arriva poco dopo che il potente mutante En Sabah Nur e i suoi Quattro Cavalieri hanno rapito Xavier, e dopo che un tentativo di fermarli da parte di Alex Summers provoca un'esplosione che minaccia di distruggere la scuola. Intuendo il pericolo, Peter usa la sua super-velocità per evacuare l’edificio, ma non riesce a salvare Alex, che scompare nell’esplosione.
In seguito, parlando con Mystica, Maximoff rivela di aver scoperto che Lehnsherr è suo padre, il quale aveva abbandonato la madre prima della sua nascita. Durante la battaglia finale, Peter affronta En Sabah Nur e sembra inizialmente avere la meglio, finché il mutante non riesce a intrappolargli una gamba nella sabbia e a spezzargli l'altra. En Sabah Nur ordina a Psylocke di ucciderlo, ma la donna si rivela essere Mystica sotto mentite spoglie e attacca il nemico, spingendo anche gli altri Cavalieri a rivoltarsi contro di lui.
Più tardi, mentre gli X-Men osservano Erik e Jean Grey ricostruire la scuola, un Peter con la gamba ingessata confida a Ororo Munroe di aver deciso, per il momento, di non dire a Lehnsherr che è suo figlio, ma di voler comunque restare alla scuola di Xavier. In seguito, completamente ristabilito, viene mostrato mentre si allena con gli altri X-Men per affrontare future minacce.

### Fenice Nera
Nel 1992, Peter partecipa a una missione spaziale con altri X-Men per soccorrere uno shuttle danneggiato. Insieme a Nightcrawler si teletrasporta sull'astronave fuori controllo e, grazie alla sua velocità, riesce a mettere in salvo gli astronauti. Durante l'operazione, però, Jean Grey viene colpita da un'energia misteriosa che amplifica i suoi poteri psichici, ma altera anche il suo equilibrio emotivo.
In seguito, quando gli X-Men tentano di affrontare Jean, ormai in preda al caos interiore, Peter cerca di raggiungerla ma viene scaraventato via dai suoi poteri, riportando gravi ferite. Si riprende poco dopo.

## Concezione e sviluppo
Quicksilver compare per la prima volta nei fumetti in X-Men n. 4 (marzo 1964), creato dallo scrittore Stan Lee e dal disegnatore e co-autore Jack Kirby. Inizialmente si presenta come antagonista degli X-Men, ma poco tempo dopo entra a far parte dei Vendicatori, comparendo regolarmente a partire da Avengers n. 16 (maggio 1965). Da allora è apparso in numerosi numeri della serie e in altri titoli correlati, talvolta come membro della squadra, altre volte come alleato o addirittura come antagonista.All'inizio degli anni '90, una serie animata sugli X-Men prodotta da Fox Kids ottenne un tale successo da attirare l'interesse della 20th Century Fox. La produttrice Lauren Shuler Donner ne rimase colpita al punto da acquistare, nel 1994, i diritti cinematografici per adattare i personaggi dei fumetti, incluso Quicksilver.